# Шервуд Шорс (Тексас)
Шервуд Шорс (енгл. Sherwood Shores) насељено је место без административног статуса у америчкој савезној држави Тексас.

## Демографија
По попису из 2010. године број становника је 1.190.
| Група             | 2000.    | 2010.         |
| Белци             | 0 (0,0%) | 1.094 (91,9%) |
| Афроамериканци    | 0 (0,0%) | 9 (0,8%)      |
| Азијати           | 0 (0,0%) | 0 (0,0%)      |
| Хиспаноамериканци | 0 (0,0%) | 39 (3,3%)     |
| Укупно            | 0        | 1.190         |